# Enrico Ferri
Enrico Ferri (1856 – 1929) foi um criminologista e político socialista italiano. Juntamente com Cesare Lombroso e Raffaele Garofalo, é considerado um dos fundadores da Escola Italiana de Criminologia Positivista. Estes pesquisadores causaram uma ruptura epistemológica nas Ciências Jurídicas ao propor que estas também deveriam utilizar o método positivo experimental próprio das ciências naturais. Ferri abordou o direito e ordem jurídica como uma ciência social que deveria ser estudada pela observação da sociedade. Concluiu com suas pesquisas que o objetivo do sistema penal deveria ser a neutralização dos criminosos através da prevenção dos delitos. Foi autor de obras clássicas de criminologia como Sociologia Criminal de 1884 nas quais estudou os fatores econômicos e sociais que propiciavam o comportamento criminoso. Sua obra influenciou o código penal de diversos países europeus e latino-americanos. Foi também político filiado ao Partido Socialista Italiano e editor do jornal Avanti!, órgão oficial do partido. Embora tenha inicialmente rejeitado o fascismo, após a subida ao poder do ditador italiano Benito Mussolini, tornou-se um dos seus mais famosos apoiadores fora do Partido Fascista.

## Biografia
Nasceu em San Benedetto Po, perto de Mântua, Lombardia, em 25 fevereiro de 1856. De origens modestas, era filho de Eraclio Ferri e da Colomba Amadei.
Frequentou o ensino médio no Liceo Classico Virgilio em Mântua, onde foi aluno do filósofo Roberto Ardigò, o maior expoente do positivismo italiano, que exerceu grande influência na sua formação.

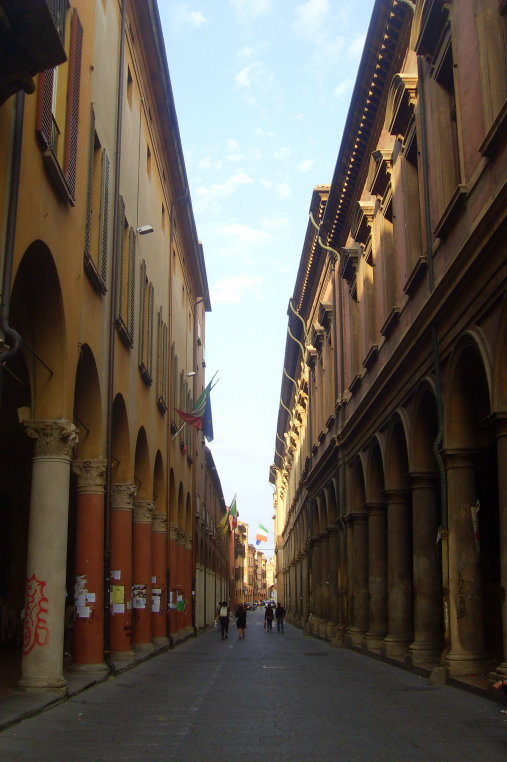
Portici di Via Zamboni na Universidade de Bolonha

Estudou Direito na Universidade de Bolonha em um ambiente acadêmico onde predominavam as ideias positivistas. Formou-se em 1877, sendo orientado por Pietro Ellero na tese de láurea denominada A Teoria da Imputabilidade e a Negação do Livre-arbítrio (La Teorica dell'Imputabilità e la Negazione del Libero Arbitrio) publicada em 1878. Completou sua educação com um curso de especialização em direito penal na Universidade de Pisa no qual teve aulas com o famoso jurista da escola clássica de criminologia Francesco Carrara. Em 1879 foi complementar seus estudos na Universidade de Paris-Sorbonne. Teve aulas de medicina legal com Cesare Lombroso.
Após obter a livre docência na Universidade de Turim em 1880, Ferri foi indicado por Pietro Ellero para ocupar a cátedra de direito penal que deixara vaga na Universidade de Bolonha. A sua palestra inaugural feita em Bolonha em 6 de dezembro de 1880 (I Nuovi Orizzonti del Diritto e della Procedura Penale, publicado em 1881) expôs os fundamentos da criação da escola positiva de criminologia, os quais foram anunciados formalmente ao assumir uma outra cátedra na Universidade de Siena em 18 de novembro 1882.
Em 1881 juntou-se à equipe editorial da revista fundada por Cesare Lombroso e outros denominada "Archivio di Psichiatria, Scienze Penali ed Antropologia Criminale per servire allo Studio dell’Uomo Alienato e Delinquente" (Arquivo de Psiquiatria, Ciências Penais e Antropologia Criminal para servir ao Estudo do Homem Alienado e Criminoso").
Por indicação de Filippo Serafini, foi convidado para ocupar a cátedra anteriormente ocupada por Francesco Carrara na Universidade de Pisa.
Foi livre docente de direito penal e depois de direito civil na Universidade de Roma “La Sapienza”, onde em 1912 fundou a Escola de Aplicação Jurídico-Criminal (Scuola di Applicazione Giuridico–Criminale). De 1895 a 1905, ministrou cursos na Universidade Livre de Bruxelas e Universidade de Paris-Sorbonne.

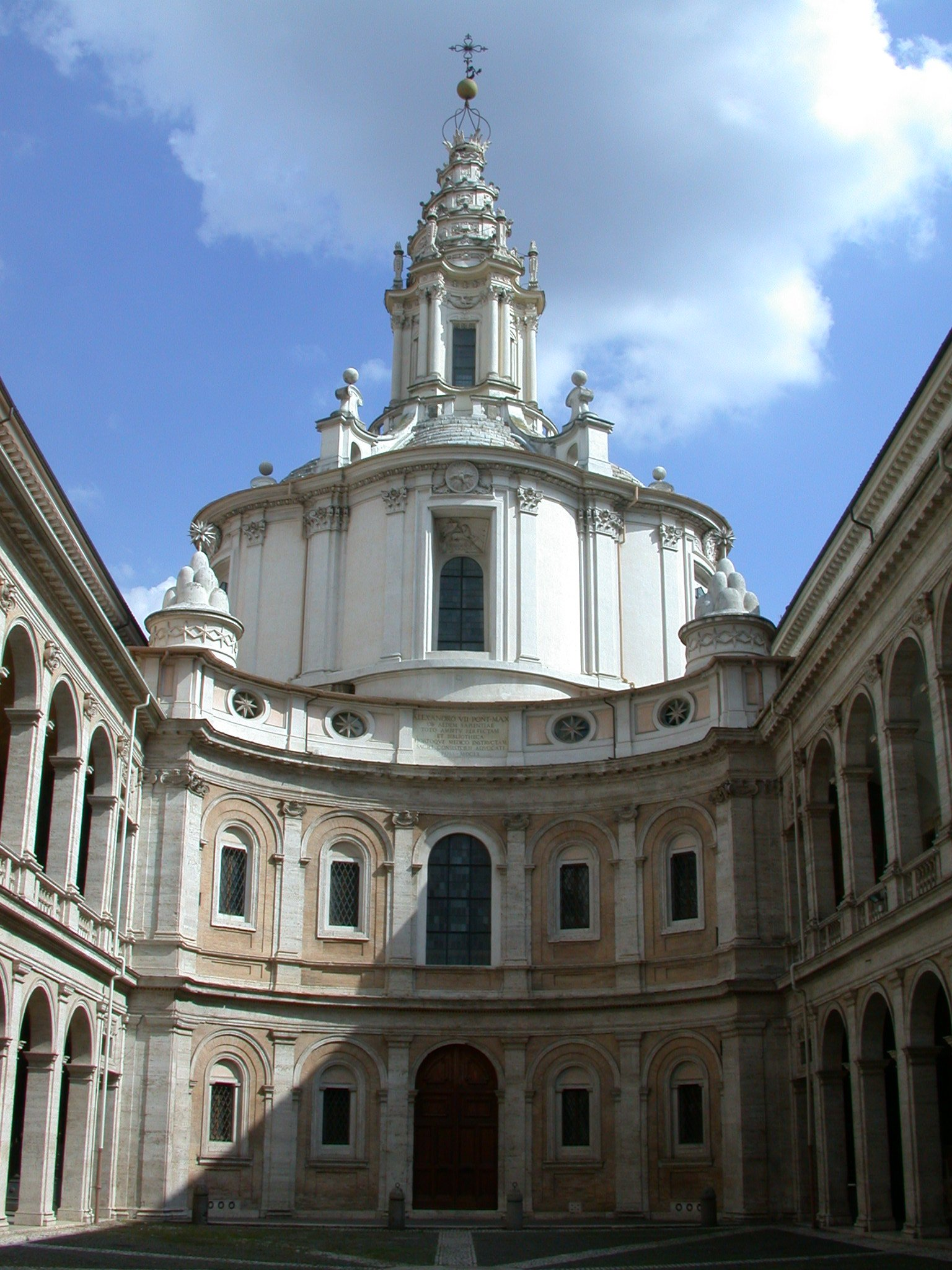
Igreja de Sant'Ivo alla Sapienza, sede da Universidade de Roma La Sapienza até 1935.

Atuou como advogado de defesa em vários processos famosos, tais como o de Tullio Murri (advogado socialista acusado de homicídio em 1905), o de Violet Gibson (que tentou matar Benito Mussolini), até o seu último caso, o julgamento de Vincenzo Saponaro (padre acusado de parricídio em 1928).
Foi através da reputação obtida como advogado de defesa que Ferri entrou na política. Os líderes da revolta de camponeses assalariados conhecida como La Boje foram levados a julgamento em Veneza em 1886. Contra todas as expectativas, Ferri conseguiu a absolvição dos camponeses de Mântua expondo a condição social dos réus como motivante do crime. Com isto angariou fama de socialista e prestígio político entre operários e camponeses.
Foi eleito deputado para o parlamento italiano em 1886 pelo distrito eleitoral de Gonzaga em Mântua como radical sem partido.
Em 1893, Ferri uniu-se ao recém-formado Partido Socialista Italiano. Assumiu em 1898 provisoriamente o cargo de editor do jornal Avanti!, órgão oficial do Partido Socialista Italiano, atuando com coragem em um momento de grande repressão política aos socialistas. Posteriormente foi editor definitivo do Avanti! de 1903 a 1908, aumentando a influência e circulação deste diário de notícias. Em 1908, seu prestígio político no Partido Socialista Italiano tinha diminuído, mas ainda tinha muito prestígio como jurista. Renunciou então ao cargo de editor do Avanti! e partiu para realizar uma série de conferências sobre criminologia e Direito na América Latina.
Ferri declarou-se a favor da guerra na Líbia em 1912, o que causou a sua renúncia ao mandato de deputado e desfiliação do Partido Socialista Italiano. Posteriormente voltou a ser eleito deputado como socialista independente. Defendeu de maneira dúbia a neutralidade italiana durante a Primeira Guerra Mundial. Em 1919 foi reeleito deputado e, em 1921, filiou-se ao Partido Socialista Unitário.
Em 1919, o Ministro da Justiça Lodovico Mortara nomeou-o presidente da comissão para a reforma do Código Zanardelli, o código penal italiano de 1899, em vigor no Reino da Itália desde 1890.
Em março de 1927, Ferri voltou às manchetes como defensor de Violet Gibson, inglesa de família nobre que tentou matar Benito Mussolini. O processo terminou com a absolvição da ré por razões de insanidade, embora o próprio Ferri considerasse que as suas tendências ao suicídio e criminalidade a tornassem perigosa o suficiente para ser privada de sua liberdade pessoal.
Com a ascensão do fascismo, passou a apoiar o regime de Benito Mussolini. Não se filiou ao Partido Nacional Fascista, mas redigiu obras em louvor do fascismo e de Benito Mussolini.
Seu prestígio perante os fascistas italianos era tanto que foi nomeado para o cargo honorário de senador em 2 de março de 1929. Entretanto morreu em Roma em 12 de abril de 1929 antes de tomar posse.

## Pensamento Jurídico
Ferri, juntamente com Cesare Lombroso e Rafaele Garofalo, é considerado um dos fundadores das escola positivista de criminologia.
Os estudos de Ferri levaram-no a postular teorias de que os métodos de prevenção de crimes deveriam ser o pilar para o cumprimento da lei, em oposição à punição de criminosos após haverem cometido seus crimes.
Compartilhou com Lombroso a crença nas características fisiológicas de criminosos, contudo, concentrou-se no estudo das suas características psicológicas, as quais acreditava contribuírem para o desenvolvimento do crime em um indivíduo. Essas características incluíam gírias, grafia, símbolos secretos, literatura e arte, assim como a insensibilidade moral e "uma certa falta de repugnância à ideia de execução da ofensa, antes de cometê-la, e a falta de remorso após realizá-la".
Ferri argumentou que religião, amor, honra e lealdade não contribuem para evitar o comportamento criminoso, pois são ideias muito complexas para terem um impacto definitivo no senso moral básico de uma pessoa. Ferri argumentou que outros sentimentos, tais com ódio, busca do amor e vaidade têm maior influência, pois têm maior poder sobre o senso de moral da pessoa[carece de fontes?].
Ferri resumiu sua teoria definindo a psicologia dos criminosos como uma "resistência defeituosa às tendências e pecados criminais, devido a essa impulsividade mal controlada que caracteriza crianças e animais".
Quanto às escolas de criminologia, Ferri se colocava entre Francesco Carrara, que foi "o ponto de chegada, embora altíssimo, de uma tradição agora esgotada" (a escola clássica de criminologia), e o avanço tecnicista de Arturo Rocco, segundo o qual "a tarefa principal (se não exclusiva) da ciência do direito penal deveria ser  elaboração técnico-jurídica de um direito penal positivo e vigente, o conhecimento científico, e não meramente empírico, do sistema de direito penal como é em virtude das leis que nos governam".

### Formação do Pensamento Jurídico de Ferri
As aulas que teve ainda jovem no Liceo Classico Virgilio com o filósofo Roberto Ardigò foram uma grande influência para que aderisse desde a juventude à corrente de pensamento positivista. A outra grande influência inicial foram as aulas de Pietro Ellero no curso de Direito da Universidade de Bolonha. o qual  defendia que a pena aplicada na condenação de criminosos tinha como o objetivo de prevenção de novos crimes, e não a expiação destes.
A tese de láurea de Ferri denominada La Teorica dell'Imputabilità e la Negazione del Libero Arbitrio (A teoria da Imputabilidade e a Negação do Livre-Arbítrio) já esboçava as linhas principais que orientariam seu pensamento posterior, começando com a negação do livre-arbítrio. A escola clássica de criminologia considerava que o ser humano tinha livre arbítrio, portanto que havia responsabilidade moral do indivíduo que escolhia conscientemente cometer - ou não - um delito. Ferri sustentou o contrário: o crime seria consequência de fenômenos antropológicos, físicos e culturais fora do controle do indivíduo, portanto o livre-arbítrio não poderia ser a base da imputabilidade penal, ou seja, da decisão de que a pessoa deveria ou não receber uma sanção legal, uma pena. Rejeitou assim o conceito de responsabilidade moral da escola clássica e criou o conceito de responsabilidade social.
Foi na Universidade de Paris-Sorbonne que Ferri teve contato com as mais novas doutrinas sobre o fundamentos teóricos da pena aplicada nos crimes, assim como com a utilização de métodos estatísticos na pesquisa sociológica.
Ferri foi aluno de  Cesare Lombroso, fundador da criminologia antropológica, que se dedicou a pesquisar os fatores fisiológicos que caracterizavam um criminoso ainda antes deste cometer crimes. Ferri e Lombroso formaram uma parceria que nunca esmoreceu, embora Ferri tenha muitas vezes criticado as ideias de Lombroso. Ferri admirava especialmente a tentativa de Lombroso em fundamentar cientificamente um novo conceito de responsabilidade social do crime. Contudo, seguindo seu próprio caminho, Ferri não se interessou pelos fatores fisiológicos e concentrou-se no estudo que as influências sociais e econômicas tinham sobre os criminosos e sobre os índices de criminalidade. Ferri propunha o estudo científico, positivista, dos aspectos psicológicos e sociais dos criminosos em oposição ao positivismo biológico de Lombroso.
Foi na revista Archivio di Psichiatria, Scienze Penali ed Antropologia Criminale, criada e publicada por Lombroso, onde Ferri publicou os primeiros artigos que aprofundaram a sua negação do livre arbítrio, pedra fundamental da escola clássica de criminologia. As suas conclusões foram que o objetivo do direito penal deveria ser a prevenção dos delitos através de substitutos penais ou reformas de caráter social. O seu conceito de prevenção criminal foi influenciado pela leitura da obra do jurista e filósofo italiano Gian Domenico Romagnosi; a partir do qual proporá um "reformismo moderado e pragmático visando uma evolução sem saltos, traço característico do cânone eclético.

### Difusão da Nova Escola Positiva

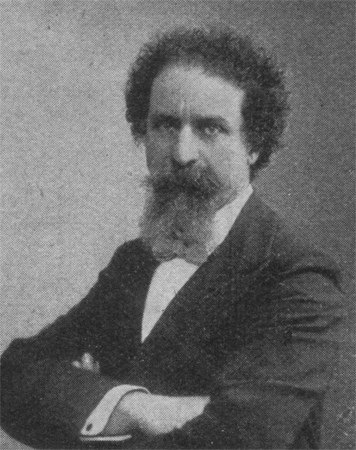
Enrico Ferri c. 1902

Ferri pretendeu fundar uma nova linha de pensamento dentro da tradição jurídica italiana considerando que chegara ao fim o "glorioso ciclo científico" da escola clássica. A nova linha de pensamento teórico deveria ser o estudo do delito como ente jurídico abstrato. Ferri propôs que esta nova escola deveria aplicar o método experimental no estudo dos delitos e das penas. O crime deveria ser estudado como um fenômeno natural e uma ação concreta. Isto levava a privilegiar a prática do direito e a formação de juízes, os quais devendo julgar um homem tinham pouco apoio nos conceitos então utilizados "sobre a qualidade jurídica da infração".
Ferri apoiou a iniciativa de Giulio Fioretti de criar a revista La Scuola Positiva della Giurisprudenza Pernale para fins de propaganda do método positivista. Por algum tempo parou de publicar nesta revista a fim de revisar a terceira edição de sua obra seminal I nuovi orizzonti del diritto e della procedura penale, que tinha sido publicada em 1881, e que foi  publicada após 1892 com o nome de Sociologia Criminale tornando-se um dos grandes clássicos da Criminologia e do Direito Penal.
A partir de 1895 tornou-se o único responsável pela edicção da revista La Scuola Positiva della Giurisprudenza Pernale, que foi utilizada para propaganda da utilização de métodos experimentais em matérias de direito penal.
Após a promulgação do Código Penal Zanardelli (código penal italiano de 1899), Ferri  concentrou-se em divulgar os princípios positivistas entre os operadores do direito que podiam fazer a aplicação da teoria na prática. Além disso, subordinava as estratégias de sua vida política à propaganda do método positivista com o objetivo de realizar reformas que correspondessem a sua ideia de justiça social.
Em 1912, Ferri criou a Scuola di Applicazione Giuridico-criminale na Universidade de Roma “La Sapienza”, a fim de concretizar a ideia original dos positivistas da necessária "contaminação sócio-antropológica", bem como da necessidade de realizar reformas judiciais e prisionais.
A nova Escola Positivista deixou marcas importantes no Direito Penal. Primeiro, passou-se a considerar que o método experimental poderia ser aplicado no Direito causando o surgimento de uma nova ciência: a criminologia. Em segundo lugar passou a haver uma melhor individualização das penas e houve a criação de institutos jurídicos penais novos como as medidas de segurança, suspensão condicional da pena e o livramento condicional.

### Princípios Básicos da Sociologia Criminal
O ponto inicial do pensamento de Ferri é a negação do livre-arbítrio. Segundo ele, o homem não é livre, as suas liberdades são restritas ao marco jurídico estabelecido pelo Estado.  O sistema legal, segundo Ferri, poderia ser comparado a um conjunto de poliedros, cada um sendo um dos indivíduos que compõem o Estado, ou até a Humanidade. Assim como as células de favos de mel, que as abelhas constroem na forma de cilindros tornam-se prismas de base hexagonal devido à pressão mútua entre si, do mesmo modo os indivíduos que nascem livres podem ser comparados a esferas que se tornam poliedros devido às restrições recíprocas e necessárias para a vida comum na sociedade civil. O conceito de direito é uma liberdade “física” limitada, baseado, não no livre-arbítrio, mas na necessidade de relações externas individuais e sociais.
A sociologia criminal de Enrico Ferri não se concentra no estudo do  do crime em si. O mais importante é estudar a relação que existe entre o autor do delito e a sociedade.  A criminología é proposta como uma ciência positiva de observação e modificação da realidade. O crime, o infrator e a punição são reunidos no estudo e na prática.
O método indutivo experimental e a estatística foram os principais instrumentos propostos por Ferri para o estudo de criminologia. Deste modo, as suas teorias baseiam-se em fatos apreendidos da realidade concreta.
O crime ocorre como resultado de fatores sociais que determinam que os indivíduos ultrapassem os limites legalmente estabelecidos. Deste modo, Ferri coloca o crime como responsabilidade social, e não como a responsabilidade moral decorrente do livre arbítrio. Os infratores são infratores porque recebem da sociedade um conjunto de modos de agir que determina suas ações futuras ou porque, seguindo Lombroso, possuem uma anormalidade congênita. Portanto, o criminoso é resultado de uma anormalidade congênita ou adquirida por fatores sociais.
A classificação dos criminosos de Ferri é a seguinte:
- Criminosos natos: aqueles que apresentam os estigmas de degeneração descoberto por Lombroso têm a moral atrofiada. A expressão "criminoso nato" certamente foi de autoria de Ferri e não de Lombroso;
- Criminosos loucos: aqueles alienados nos manicômios ou prestes a irem para lá, também os semiloucos ou fronteiriços;
- Criminosos ocasionais: aqueles que eventualmente cometem crimes, pois "o delito procura o indivíduo".
- Criminosos habituais: aqueles reincidentes na ação criminosa a ponto de considerá-lo sua profissão. São a grande maioria dos criminosos. Na verdade, há uma degeneração do criminoso ocasional em habitual.
- Criminosos passionais: aqueles que agem pelo ímpeto. Em geral cometem um crime na crime na mocidade. São próximoa do loucos pois dão dominados por tempestades psíquicas.

A Teoria dos Motivos proposta por Ferri considera que existem fatores que serão determinantes do delito. Estes fatores criminógenos podem ser agrupados em:
- Fatores Antropológicos
  - Constituição Orgânica do Crime: Refere-se a características somáticas dos indivíduos: crânio, vísceras, cérebro.
  - Constituição Psíquica: Inteligencia, sentimento, senso moral.
  - Características Pessoais: Raça, idade, sexo, estado civil.
- Fatores Sociais: Densidade de população, opinião pública, Moral, religião.
- Fatores Físicos : Clima, solo, estações, temperatura.

A partir daí, Ferri elabora a sua Lei da Saturação: em um meio socialmente determinado com condições individuais e psíquicas dadas, comete-se um determinado número de delitos.
Outra consequência importante é a Teoria da Periculosidade: em uma determinada situação individual e por diferentes circunstâncias sociais, uma pessoa terá maior ou menor tendência a cometer crimes. A periculosidade não depende do ato criminoso cometido pelo sujeito, mas da sua qualidade de ser mais ou menos antissocial. A função da pena aplicada não seria mais, com queria a escola clássica, a expiação do crime, mas a Defesa Social através da prevenção de crimes.
Apesar de tudo, Ferri critica as instituições penais como incapazes de ressocializar os criminosos depois destes cumprirem as penas. Para ele, a ressocialização de alguém acostumado ao ar da prisão é impossível ou difícil, pois os indivíduos saem das prisões ainda mais ressentidos e cometem crimes maiores como vingança contra a sociedade. O mais importante é que crime deve ser combatido antes que aconteça, pois a prevenção geral é mais eficaz do que repressão. Com este objetivo o Estado deve aplicar Substitutivos Penais, medidas de carácter econômico, político, administrativo, educativo, familiar que atuem nas causas originadoras dos delitos diminuindo a sua incidência.
Entretanto os Substitutivos Penais não serão suficientes para conter os criminosos natos, loucos e passionais. A razão de punir é a defesa social, portanto para estes tipos de criminosos são necessárias Medidas de Segurança, formas de contê-los enquanto manifestem seu carácter perigoso para a sociedade. Se por um lado as Medidas de Segurança aumentavam as penas dos criminosos perigosos além do que a escola clássica considerava necessário para expiação da culpa, por outro lado a avaliação da periculosidade permitiu que condenados considerados pouco perigosos fossem libertados antes do término da pena por meio de mecanismos como, por exemplo, livramento condicional.

### A Reforma do Código Zanardelli
A oportunidade de demonstrar a aplicação prática do positivismo jurídico no Direito Penal ocorreu em 1919, quando, o Ministro da Justiça Ludovico Mortara nomeou Ferri presidente da Comissão para a Reforma do Código Zanardelli, o código penal italiano em vigor desde 1890.
O Comitê para a Reforma do Código Zanardelli teve polêmicas raivosas que reproduziam os debates então existentes no ambiente acadêmico entre as diversas escolas de Direito Penal. O clima de combate também era parte do estilo de discussão da época. O enfrentamento principal ocorreu entre os defensores da escola clássica de criminologia com os que, como Ferri, propunham uma nova ciência do direito penal. Entretanto não se deve simplificar porque o quadro foi mais complexo do que a mera justaposição destas duas diferentes linhas de pensamento.
O resultado do trabalho foi o Progetto Preliminare di Codice Penale Italiano per i Delitti, publicado em Milão, 1921. Este projeto foi acompanhado de um relatório, ditado pelo próprio Ferri, que tratava da parte geral do código na qual os postulados da escola positiva foram todos vigorosamente afirmados. Nele foi afastado o critério da imputabilidade com a abolição da distinção entre imputáveis e não imputáveis, e a infração seria avaliada principalmente em função da periculosidade de seu autor. A substituição do conceito de pena como castigo moral pelo conceito da pena como prevenção individual do crime representava um endurecimento das medidas coercivas previstas no Código Zanardelli. A adequação da pena à periculosidade do infrator tendia em muitos casos à duração indefinida de detenção, pois não cessando o risco de recorrência, não havia um limite para a expiação do crime. Ainda de acordo com o princípio da periculosidade do sujeito, Ferri propunha a necessidade de igualar alguns crimes abolindo a distinção - que o código Zanardelli tinha introduzido - entre crimes consumados e crimes tentados. Os novos critérios de concurso de agentes na execução de crimes previam igual responsabilidade para todos partícipes e uma nova disciplina das circunstâncias avaliada de acordo com a periculosidade do agente.
Entretanto, segundo pelo menos um autor, a nova orientação positivista da qual Ferri era defensor mostrou "capacidade de interpretar os tempos [...] pela visão integrada das ciências criminais" e como a "atualização histórica da penalística civil italiana e europeia".
As soluções do projeto resguardavam os fundamentos essenciais da ordem jurídica liberal-burguesa legal: a dimensão individualista, a centralidade da legislador, a exclusividade da fonte da legislativa, o papel da ciência jurídica e do juiz-intérprete da lei. Apesar disto, Ferri afirmava querer finalizar sua "vida científica demonstrando a aplicação jurídica de uma doutrina original e genuinamente italiana".
Ferri também participou dos trabalhos da comissão nomeada pelo Ministro da Justiça Alfredo Rocco para examinar o projeto do Código Penal. Os postulados da escola positiva foram menos centrais nesta revisão de projeto do que na tentativa anterior de codificação. Houve uma influência considerável de Ferri na introdução do novo Título VIII do Livro I, Delle Misure Amministrative di Sicurezza. O princípio do valor sintomático do crime e da periculosidade do agente do crime foi aplicado na nova disciplina da tentativa, da responsabilidade subjetiva, do concurso de agentes e da existência de imputabilidade até no estado de embriaguez.
Mais do que os outros institutos previstos no projeto de código, a matéria das medidas de segurança foi utilizada para conciliar os princípios do positivismo jurídico e as acentuadas exigências repressivas do regime totalitário, especialmente por prever a indeterminação da duração máxima da pena. Os codificadores de 1930 conciliaram os conceitos de pena da escola clássica e da escola positivista: uma medida privativa de liberdade poderia ser aplicada após a execução da pena nos infratores habituais, profissionais ou por tendência, o que representava a união entre o conceito clássico da punição como expiação e o postulado positivista da pena como defesa e prevenção.
Os projetos de código penal italianos foram traduzidos em várias línguas e influenciaram a doutrina jurídica e a legislação em diversos países na Europa e na América Latina. A obra de Ferri em geral foi fundamental na elaboração do código penal de 1921 da Argentina[carece de fontes?].

### O Problema do Jurista-intérprete
Ferri não confiava no sistema de sanções fixas definidas por um juiz autômato  e propunha uma série de medidas penais variáveis a serem aplicadas por juízes especializados em disciplinas criminológicas. Quando se dá ao juiz o ônus de avaliar a gravidade da infração em relação à personalidade do agressor para determinar a quantidade da pena a ser aplicada, misturam-se princípios que diferem do postulado central da escola positiva que é a gravidade objetiva do ato criminoso.
Considerando o perigo da discricionariedade dos juízes, Ferri concluiu que não era admissível que estes interpretassem a lei sem limites, pois as "regras de procedimento são a garantia suprema dos direitos do homem e do cidadão que [...], seja como um criminoso seja como um condenado, ainda conserva para sempre os intangíveis e fundamentais direitos da pessoa humana". Para Ferri, o juiz não pode exceder os limites da lei, mas dentro dos limites legais não será "possível impedir o juiz de ter uma determinada quantidade de poderes, porque senão ele seria reduzido a um contador mecânico da dosimetria da pena".
Ferri ansiava por juízes capazes de avaliar social e legalmente a periculosidade do agente do crime, mas, para serem contidos os riscos de discricionariedade, os juízes deveriam se "comprometer com as irrevogáveis garantias de direitos individuais conquistados pela escola clássica de criminologia". Portanto, considerava muito importante a formação dos juristas, e foi com este objetivo que criou a Scuola d'Applicazione Giuridico-Criminale (Escola de Aplicação Jurídico-Criminal) e, em 1913, a sua revista La scuola positiva - organo della scuola d'applicazione giuridico-criminale na Universidade de Roma “La Sapienza”.

## Trajetória e Pensamento Político
Como político, Ferri caracterizou-se por "reversões surpreendentes de posição, até cair no elogio do fascismo".

### Início da Vida Política

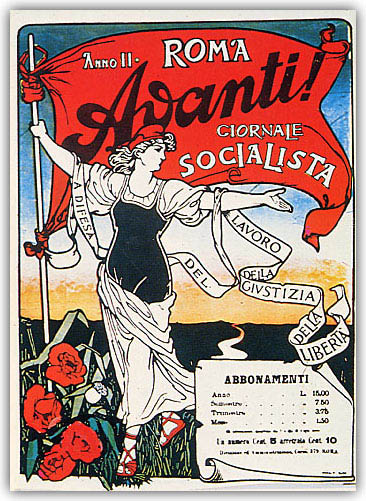
Cartaz do Partido Socialista Italiano em 1897

A fama nacional que adquiriu com a defesa dos líderes da revolta de camponeses La Boje foi decisiva para a entrada de Ferri na vida política ativa. No início de 1885, os trabalhadores camponeses das províncias de Rovigo, Pádua, Mântua, Cremona e Treviso se rebelaram contra os baixos salários. Em março de 1885, depois de meses de luta, o exército italiano conseguiu controlar a rebelião. Foram presas 160 pessoas, das quais 22, consideradas como líderes, foram levadas a julgamento sob a acusação de incitar uma guerra civil. O julgamento muito divulgado na imprensa ocorreu em Veneza de 19 de fevereiro até 27 de março de 1886. Contra todas as expectativas de condenação, os defensores, entre os quais Ettore Sacchi e Enrico Ferri, conseguiram a absolvição. A sua magnífica defesa dos líderes camponeses fez com que Ferri passasse a ter a reputação de "socialista” e grande prestígio entre as associações políticas democráticas. Sua fama tornou-se nacional e os movimentos sindicais do norte da Itália colocavam seu nome, entre outros, na canção em dialeto vêneto "L'Italia l'è Malada".
L'Italia l'è malada (A Itália está doente)
E Ferri l'è il dutur (E Ferri é o doutor)
Per far guarì l'Italia (Para curar a Itália)
Tajem la testa ai sciur (Cortem a cabeça dos senhores)

### Partido Radical
Devido ao seu grande prestígio, Ferri foi convidado - e aceitou – ser candidato a deputado do parlamento italiano concorrendo pela Sociedade Democrática Radical de Mântua com o apoio de um amplo espectro político. Entretanto, neste momento, sua adesão ao socialismo deve ser considerada muito frágil. Em seu discurso de nomeação de candidatura, Ferri apoiou o ideal de "harmonia entre todas as classes sociais", a fim de realizar a "verdadeira democracia, que é a fraternidade entre os homens". Em seu primeiro discurso de campanha definiu-se como "sociólogo evolucionista", um "sociólogo, porque não só como cientista, mas acima de tudo como homem político estudo a sociedade, organismo natural que tem as suas próprias leis do desenvolvimento natural ... Evolucionista porque acredito que a lei da evolução natural domina as coisas na ordem científica assim como na ordem política". Rejeitando o princípio socialista da luta de classes, Ferri dizia perseguir "o ideal de harmonia entre todas as classes da sociedade". Os conceitos expressos neste discurso político estão presentes na sua obra Socialismo e Criminalità na qual procura demonstrar que há uma estreita ligação entre a esfera científica e a política.
Após a defesa dos líderes camponeses da revolta La Boje, Ferri "apontava o caminho da cooperação como uma evolução natural dos movimentos de resistência". Em várias ocasiões apoiou e promoveu iniciativas da sociedade civil, especialmente na forma cooperação, para pacificação social, porque, dizia, "os trabalhadores são como as abelhas; pacíficas e fecundas de bem quando têm de trabalhar, inquieto e talvez até perigosas quando condenados a ociosidade forçada". Ferri utilizava frequentemente metáforas de abelhas e colmeia para descrever os diferentes sujeitos de direito. Em 1891, fez parte da Subcomissão para a Cooperação presidida pelo Secretário do Tesouro Luigi Luzzatti.
Ferri conseguiu fazer com que os socialistas acreditassem que seu pensamento político não era incompatível com a ideologia socialista, apesar de que, segundo pelo menos um autor, deva ser considerado um político legalista democrata timidamente reformador e progressista".
No Parlamento, Ferrri quis se juntar ao grupo de deputados radicais não hostis à propriedade privada e à monarquia - que ele sempre considerou como um um mal menor. Ressaltava a importância das questões sociais, mas pedia que as reformas que melhorassem as condições do povo fossem feitas em pequenas doses. Não encontrou um partido que realmente fosse compatível com suas crenças. Sonhava com um novo partido radical em que pudesse pôr em prática seu pensamento positivista. Sem submeter-se aos líderes de esquerda moderada, manteve-se isolado em uma posição equidistante dos extremos. O político que se autodefinia como "radical com reservas" mostrava uma "propensão às reviravoltas políticas que serão repetidas no curso de sua longa carreira política".
Por outro lado, no Congresso Democrático que resultou no Pacto de Roma de 13 de maio de 1890, Ferri empenhou-se e conseguiu que o programa do Partido Radical enfatizasse o lado social. Ao mesmo tempo contribuía para a organização do movimento de camponeses e o cooperativismo em Mântua.

### Socialismo Reformista

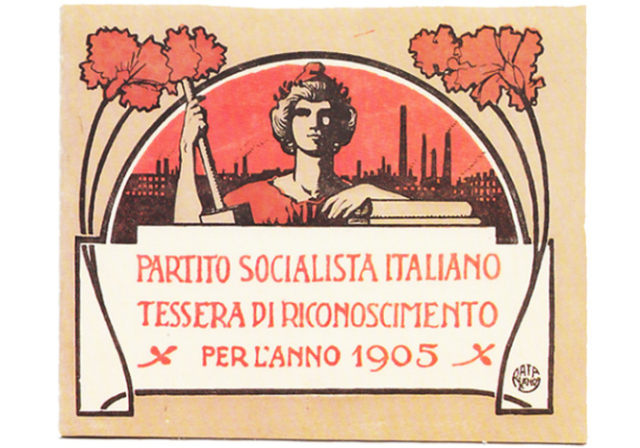
Cartão de filiação ao Partido Socialista Italiano em 1905

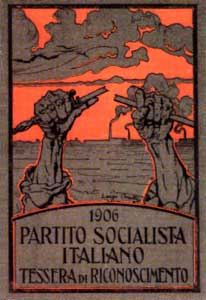
Cartão de filiação ao Partido Socialista Italiano em 1906

Em 1892, as organizações de operários de Mântua foram chamadas para aderir a um novo partido denominado Partido dos Trabalhadores Italianos (Partito dei Lavoratori Italiani, a partir de 1893 chamado Partito Socialista Italiano: PSI). Ferri posicionou-se contra a adesão por não concordar com o método da luta de classes, o que não impediu que associações de operários de Mântua aderissem ao novo partido socialista. Somente alguns meses depois Ferri anunciou sua adesão ao novo partido e a aceitação do coletivismo e da luta de classes, ressaltando, entretanto, a preferência pela "abordagem gradual" e a formação de alianças eleitorais com outras forças democráticas. Definiu-se então como um crente do evolucionismo de Darwin e um discípulo de Karl Marx, mas somente então começou a estudar as teorias marxistas. Entretanto propunha uma evolução que beneficiasse as gerações futuras em vez da solução rápida da questão social dos tempos em que vivia.
Devido a sua adesão ao socialismo, perdeu em 1894 a cátedra de professor da Universidade de Bolonha. Além de sua "adesão" ao socialismo, Ferri era considerado uma ameaça devido a sua "mensagem antiformalistica, antilegalistica e antiindividualistica".
A sua escolha política foi fundamentada no ensaio Socialismo e Scienza Positiva no qual concluiu que o socialismo marxista era a conclusão prática na vida social da revolução científica moderna ooriginada com a aplicação do método experimental em todos os ramos do conhecimento humano, e das obras de Charles Darwin e Herbert Spencer. Ferri comparou o darwinismo e o socialismo e contestou os trabalhos de Ernst Haeckel que ressaltaram as diferenças básicas entre estas duas escolas de pensamento. Ao contrário de Ernst Haeckel, Ferri argumentava que o darwinismo com seus princípios científicos dava base ao socialismo. Ferri via religião e ciência como sendo inversamente proporcionais de modo que quando a força de um deles aumentava, a do outro caía. Ferri disse que o darwinismo deu um golpe na concepção de origem do Universo pregada pela Igreja, portanto o socialismo seria uma extensão do darwinismo e da teoria da evolução. Escreveu então que tudo na História marchava em direção ao socialismo, enquanto os indivíduos eram incapazes de deter ou retardar a sucessão de fases de evolução moral, política e social. Esta mistura de biologia darwiniana, da sociologia de Spencer e marxismo fez com que todos pensadores marxistas contemporâneos se recusassem a reconhecer Enrico Ferri como um deles.
Na verdade, Ferri recusava o instrumento da luta de classes, esperando uma evolução que não forçasse as estruturas políticas e sociais e o progresso gradual da humanidade. Além disso, subordinava as estratégias políticas à propaganda do método positivista a fim de realizar as reformas que correspondessem a sua ideia de justiça social.
No entanto Ferri foi capaz de se estabelecer rapidamente como um dos membros mais influentes do Partido Socialista Italiano. As razões para a sua popularidade foram o seu grande prestígio de pesquisador jurídico e advogado, a sua habilidade de falar em público e, sua beleza física e timbre de voz. Também deve ser lembrada a sua influência sobre muitos jovens estudantes das ciências jurídicas e antropológicas seguidores do positivismo, que proporcionaram novos recrutas qualificados para o socialismo italiano.
Com o aumento de seu prestígio dentro do Partido Socialista Italiano, Ferri passou de defensor do reformismo gradual para sustentador do grupo partidário denominado de intransigentes, que recusavam a aliança com partidos moderados. Quando uma onda de repressão assolou o socialismo italiano no final do século XIX, Ferri se destacará como um combativo protagonista de batalhas políticas, Em 1898, prenderam Leonida Bissolati, então diretor do jornal socialista Avanti! e Ferri assumiu temporariamente o seu cargo assegurando a regularidade da publicação em um momento particularmente difícil.
Em 1899, o governo do general Luigi Pelloux (Presidente do Conselho de Ministros do Reino da Itália de 1898-1900) apresentou ao Parlamento propostas de leis com medidas restritivas de "liberdades civis", o que causou a atuação conjunta dos deputados socialistas visando a  obstrução de sua votação. A capacidade de oratória de Ferri ficou famosa. Seus discursos duravam de três a cinco horas sem deixar de tratar temas relevantes para a debate parlamentar. O governo teve que dissolver o Parlamento e convocar novas eleições. Ferri declarou-se aliviado por constatar que os excessos das leis e os tribunais de exceção, sob o pretexto de Defesa Social, tinham ocorrido sem a cumplicidade ou a influência das doutrinas positivistas.
Ferri possuía neste momento tanto prestígio eleitoral que o Partido Socialista Italiano teve a ideia de nomeá-lo candidato pelo seu distrito tradicional, Gonzaga em Mântua (onde tinha sido reeleito em 1895 e em 1897), mas também por distritos eleitorais em Ravena e Roma. Ferri acabou por ser eleito tanto por Gonzaga como por Ravenna, tendo ainda obtido muito mais votos do que o esperado em Roma.

### Socialismo Revolucionário

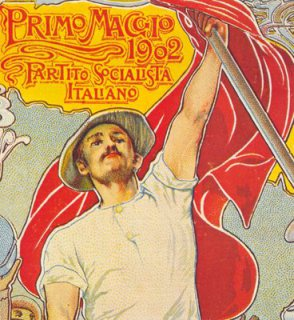
Manifesto do Partido Socialista Italiano em 1902

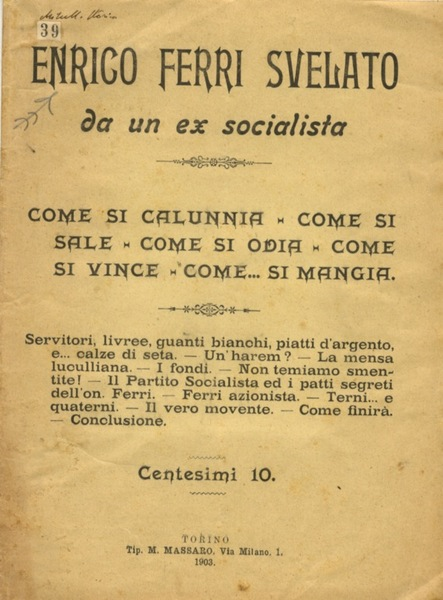
Panfleto contra Ferri

Ferri passou a ser um dos líderes da facção dos "intransigentes", embora esta posição estivesse enfraquecida devido ao fato da vitória eleitoral do Partido Socialista Italiano ter sido alcançada por meio de alianças com partidos moderados. Em setembro de 1901, a facção intransigente conquistou a maioria na importante seção de Milão e obteve o controle do periódico semanal Azione Socialista. Em fevereiro de 1902, os intransigentes criaram em Roma o periódico quinzenal Il Socialismo que passou a ser dirigido por Ferri, e, em seguida, a revista socialista Avanguardia. Estes periódicos entraram em duras polêmicas contra a facções socialistas moderadas, enquanto Ferri, contrariando suas posições anteriores, batalhava dentro do seu grupo parlamentar contra as posições reformistas.
O Partido Socialista italiano dividiu-se em duas correntes, reformistas e revolucionários, cujo maior confronto ocorreu pela posse da linha editorial do jornal Avanti!, órgão oficial do partido. O socialista reformista [:it:Leonida Bissolati|Leonida Bissolati]] renunciou ao cargo de diretor e em 1 de Abril 1903, Ferri foi nomeado em seu lugar. Reformou o diário oficial do partido socialista transformando-o em um folhetim combativo com temas contra a burguesia e a Igreja Católica e alguma tendência à demagogia. Algumas campanhas de grande repercussão conferiram ao Avanti! uma grande reputação e aumentaram a sua circulação. Este sucesso favoreceu a Ferri, que passou a ser considerado o maior expoente da corrente revolucionária, se não de todo partido, enquanto as posições reformistas gradualmente perdiam terreno.
Ferri pretendia uma divisão de trabalho entre as duas tendências internas do partido, atribuindo aos intransigentes revolucionários a missão de educar o proletariado politicamente e aos reformistas a tarefa de obter melhores condições para os trabalhadores.
A popularidade de Ferri e a eficácia dos seus métodos de luta política, no entanto, não se baseavam em fundamentos teóricos sólidos, nem deixavam vislumbrar uma estratégia coerente. O "esquerdismo ferriano" viria a ser "desprovido de conteúdo alternativo e incapaz de sua própria transformação". O julgamento dos historiadores parece concordar sobre este ponto.

### Retorno ao Socialismo Reformista

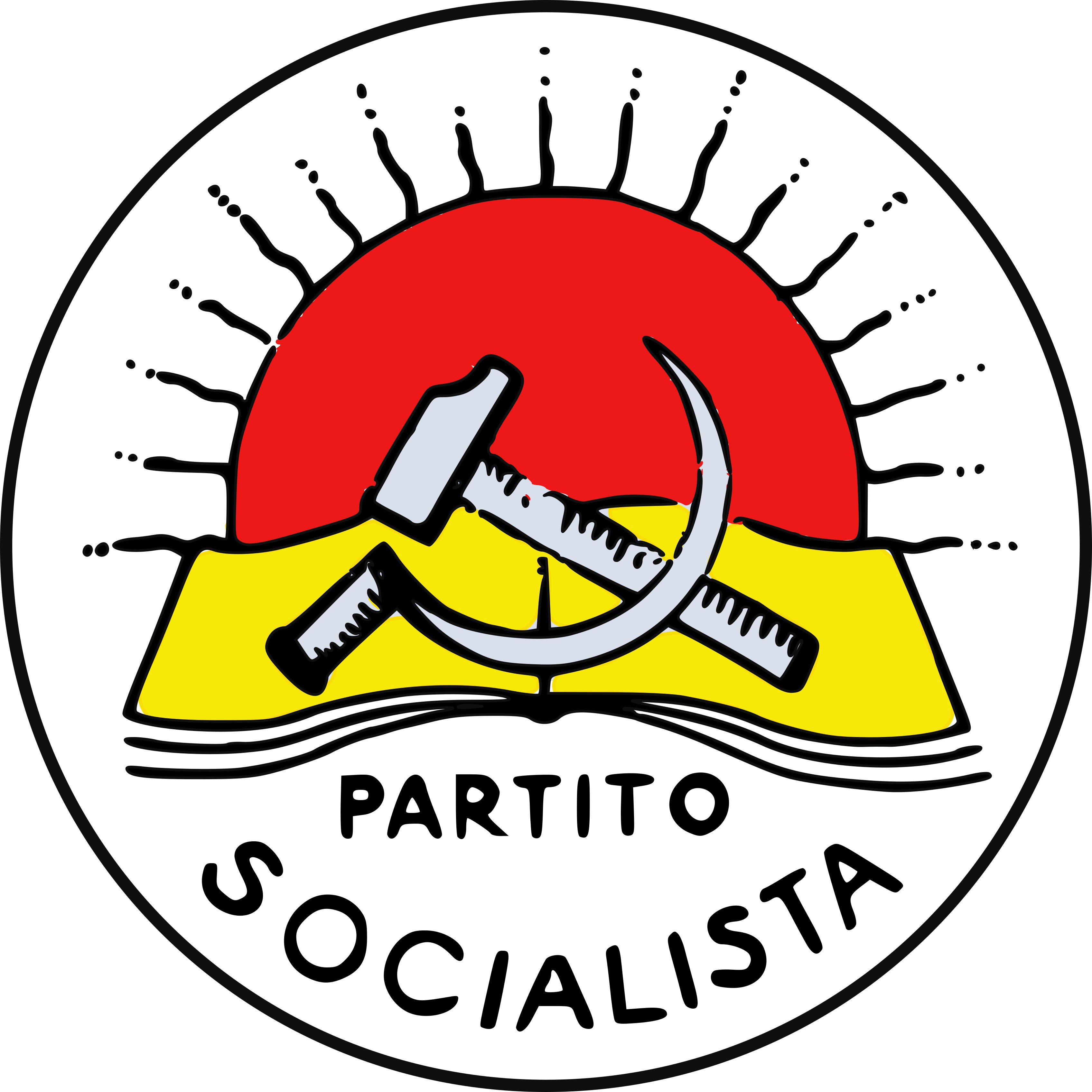
Símbolo do Partido Socialista Italiano em 1946

A aliança de Ferri com os revolucionários entrou logo em crise e dissolveu-se no decorrer de 1905. Ele então revelou sua tendência reformista e imprudência tática, convencendo o grupo parlamentar socialista a apoiar o governo com o propósito de julgá-lo a prova dos fatos.
Em 1906 Ferri criou a corrente chamada integralista, que se propunha a ser a síntese de todas as tendências dentro do Partido Socialista Italiano. Conseguiu prevalecer com o apoio dos reformistas, enquanto que os revolucionários foram para a oposição. Esta aliança com os reformistas não perdurou, e seu espaço tinha-se tornado restrito pois as muitas mudanças tinham afetado o seu prestígio. Em janeiro de 1908, renunciou ao cargo de diretor do Avanti! e embarcou para uma viagem para a América Latina, onde tinha sido convidado para dar uma série de palestras sobre criminologia e Direito. Quando voltou à Itália a sua influência no partido era pequena.
Em fevereiro de 1911, Ferri  juntou-se à Democrazia Rurale, uma associação fundada em 1910 em Mântua com objetivo de compreender as necessidades da classe média agrícola, afastar a luta de classes e promover a cooperação entre todos os elementos da produção.
Por ter votado pelo consentimento da Guerra da Líbia com argumentos nacionalistas, Ferri foi reprovado pelo Partido Socialista Italiano. Apresentou sua renúncia ao cargo de deputado e à filiação partidária em 1912, mas conseguiu se reeleger pelo distrito eleitoral de Gonzaga como "socialista independente" obtendo 4.577 dos 4.883 votos colocados na urna. Obteve o apoio dos proprietários de terras e até mesmo de católicos, enquanto os socialistas optaram por se abster. Apoiou a formação do Partido Socialista Reformista Italiano, mas não quis fazer parte deste. Foi de novo reeleito na eleição seguinte, mas sem a esmagadora maioria da eleição anterior.
Nas vésperas da Primeira Guerra Mundial Ferri demostrava desinteresse na política ativa e seu prestígio em Mântua estava muito desgastado. Tomou uma posição não muito clara quanto à guerra: de um lado se dizia neutralista e por outro manifestava simpatia por França, Inglaterra e Bélgica e admiração pelos jovens que, como o seu filho, partiam como voluntários.
Após a guerra, Ferri deixou de ser um protagonista importante da vida política italiana e não foi candidato nas eleições de 1919. Com o início da violência fascista, refez a sua interpretação dos fenômenos sociais e políticos de acordo com os padrões da teoria da evolução. Escreveu então que era "utópico crer em acabar com o movimento socialista" aplicando "golpes de porretes ou tiros de revólver", mas que o proletariado teria que esperar o rumo dos acontecimentos com "a coragem da paciência" e que "o mundo caminhava inexoravelmente do individualismo ao socialismo", independentemente de "tudo o que façam seus adversários".

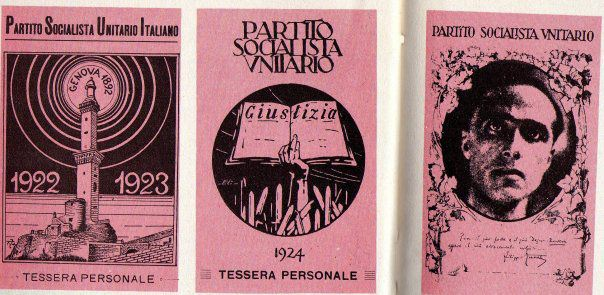
Cartões de filiação ao Partido Socialista Unitario

### Apoio ao Fascismo
Em maio de 1921, voltou ao Parlamento reeleito pelo seu distrito eleitoral de Mântua. Neste mesmo ano, em um discurso na Câmara de Deputados, esboçou uma interpretação inicial do fascismo como um fenômeno de defesa da classe dominante contra a rebelião das massas trabalhadoras. Em 1922 filiou-se ao Partido Socialista Unitário. Em fevereiro de 1923, tentou convencer os deputados a assumir uma posição de colaboração aberta com Benito Mussolini. Depois manifestou o seu consentimento ao fascismo, sem formalmente aderir à sua ideologia.
No final de sua vida, Ferri tornou-se um dos maiores apoiadores de Benito Mussolini e passou a considerar o fascismo como uma expressão dos ideais socialistas. Escreveu uma obra elogiosa de Benito Mussolini e do governo fascista na qual disse que o fascismo era "a afirmação do Estado contra o individualismo liberal".
Utilizando os modelos conceituais da ciência positiva, Ferri considerou o fascismo como expressão de um grande projeto de renovação política e desenvolvimento econômico, até mesmo como uma forma subsidiária do socialismo. O fascismo, segundo Ferri, era "principalmente a afirmação da supremacia do Estado diante do individualismo liberal e até mesmo libertário" e representava "uma solução completa e sistemática" do conflito de classes. Ferri mostrou essencialmente "uma espécie de aceitação acrítica do fascismo que amadurecia a partir da verificação da incapacidade evidente dos partidos políticos tradicionais gerenciarem o estado de forma disciplinada e produtiva".
Em março de 1927, Ferri deu uma palestra sobre Mussolini em que disse ter tido "a satisfação de examinar antropologicamente" o líder, percebendo nele os detalhes fisiológicos indicados por Lombroso como manifestação do pensamento, da ação política, de um "novo homem", de um líder carismático que guiaria as aspirações do povo. Ferri, apesar de não se declarar fascista, acreditava que Mussolini teria a capacidade de implementar as reformas positivistas e combater o conflito de classes intenso naqueles anos com ocupações de fábricas e mortes de líderes sindicais.

## Obras Principais

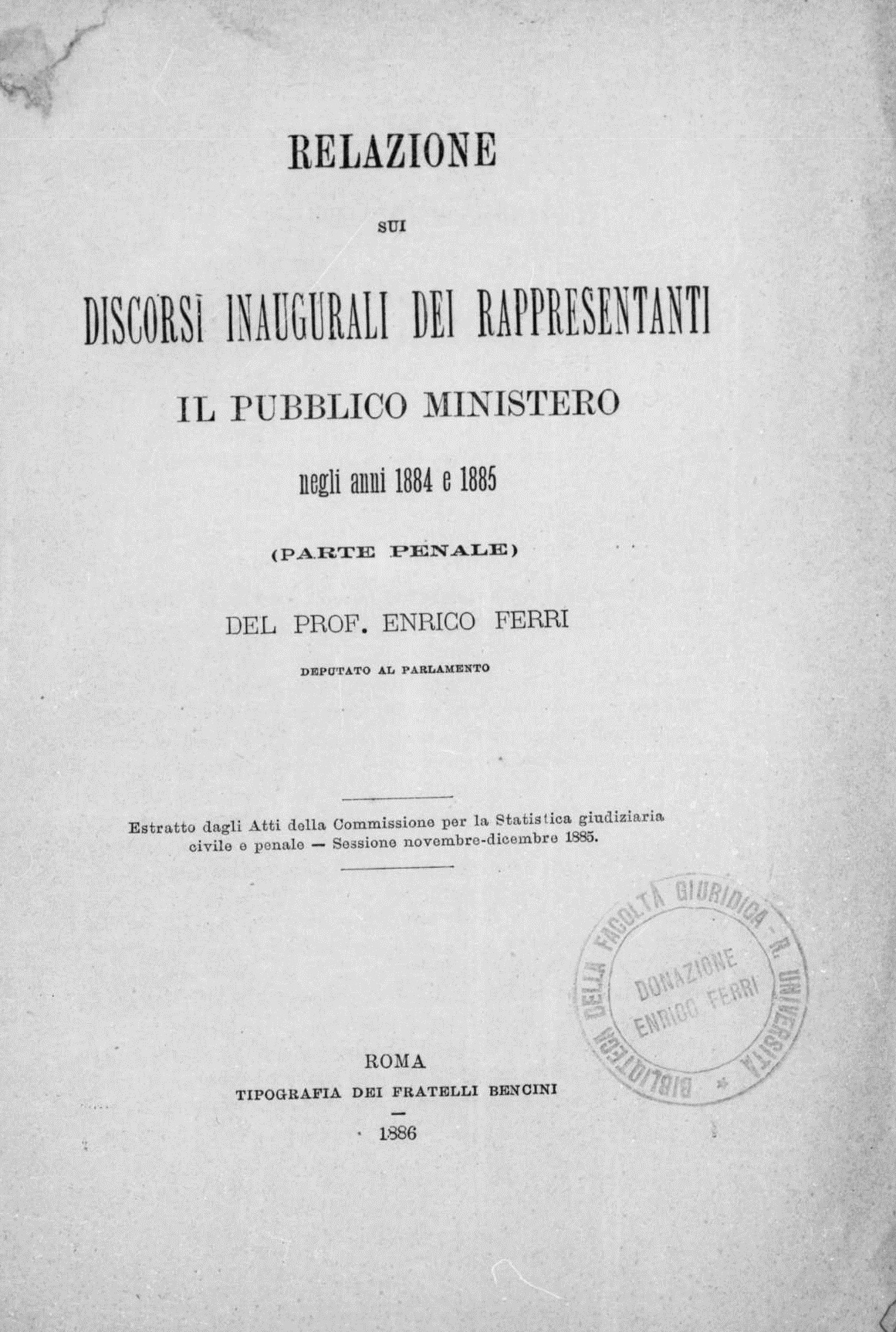
Relazione sui discorsi inaugurali dei rappresentanti il pubblico ministero negli anni 1884 e 1885, 1886

- La Teorica dell'Imputabilità e la Negazione del Libero Arbitrio, Firenze, 1878.
- Dei Sostitutivi Penali, in Archivio di psichiatria, antropologia criminale e scienze penali per servire allo studio dell’uomo alienato e delinquente, 1880, 2, pp. 67 e seg., pp. 214 e seg.
- I Nuovi Orizzonti del Diritto e della Procedura Penale, Bologna, 1881.
- Studi sulla Criminalità in Francia dal 1826 al 1878, Roma, 1881, rist. in Studi Sulla criminalità e Altri Saggi, Torino, 1901, pp. 17-59.
- Le Ragioni Storiche delLa Scuola Positiva di Diritto Criminale, in Rivista di Filosofia Scientifica, 1882-83, 3, pp. 321-37.
- La Scuola Positiva di Diritto Criminale. Palestra do Curso de Direito e Procedimento Penal da Universidade de Siena, pronunciada em 18 novembro de 1882, publicada em Siena, 1883.
- Socialismo e Criminalità, Torino, 1883.
- Relazione sui discorsi inaugurali dei rappresentanti il pubblico ministero negli anni 1884 e 1885. Roma: Tip. Fratelli Bencini. 1886
- I Contadini Mantovani al Processo di Venezia, imputati di Eccitamento alla Guerra Civile, Venezia, 1886, rist. in Difese Penali e Studi di Giurisprudenza, Torino, 1899, pp. 1-62.
- Discorso al Teatro Andreani, Mantova, 16 maggio 1886, Supplemento da edição nº 14 do jornal La Nuova Mantova, órgão do Partido Democratico-Radicale, 20 de maio de 1886.
- Le Società Cooperative di Lavoratori e le Opere Pubbliche: interpellanza dell’on. Enrico Ferri colle risposte degli onorevoli ministri Magliani e Saracco, tornata del 3 dicembre 1887, publicada em Roma, 1887.
- Delitti e Delinquenti nella Scienza e nella Vita. Conferência feita na Universidade de Bolonha, 22 e 23 março de 1889, publicada em Milano, 1889.
- La Psicologia nel Processo degli Studenti Bolognesi, in "La scuola positiva nella giurisprudenza civile e penale e nella vita sociale"
- Sociologia Criminale, Torino, 1892. Terceira edição totalmente refeita do título original Nuovi Orizzonti del Diritto e della Procedura Penale, 1884.
- Ai Lettori, in "La Scuola Positiva nella Giurisprudenza Penale", 1893, pp. 1-2.
- Socialismo e Scienza Positiva, 1894.
- Difesa sociale e difesa di classe nella giustizia penale, in "La scuola positiva nella giurisprudenza penale", 1899.
- Difese Penali e Studi di Giurisprudenza, Torino, 1899. Edições sucessivas com o título Difese penali. Studi di giurisprudenza penale. Arringhe civili., 2 volumes.
- Studi sulla Criminalità e altri Saggi: con tre tavole grafiche, Torino. 1901.
- La Scuola Positiva de Criminologia. Três palestras dadas na Universidade de Nápoles, 1901.
- Évolution Économique et Évolution Sociale. Conferência púbica organizada pelo Groupe des Étudiants Collectivistes de Paris, em 19 de janeiro de 1900, no l'Hôtel des Sociétés Savantes, publicada em Paris, 1901.
- Giustizia Penale e Giustizia Sociale>. Palestra do curso de Direito e Procedimento Penal dada na aula magna da Universidade Roma em 12 de janeiro de 1911, publicada em Milano, 1911.
- In Difesa di Tullio Murri (1905), in Difese penali. Studi di Giurisprudenza Penale. Arringhe civili, Torino, 1923, 1° vol., pp. 491-561.
- Documenti di Criminologia: la personalità di Violetta Gibson, in La scuola positiva nella giurisprudenza penale, 1927, pp. 127-34.
- Principii di Diritto Criminale. Delinquenti e delitto nella scienza, legislazione, giurisprudenza: in ordine al codice penale vigente, progetto 1921, progetto 1927, publicado em Torino, 1928.

### Sociologia Criminal

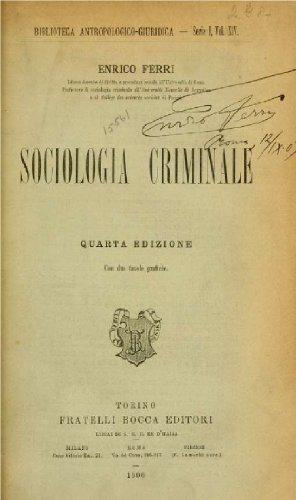

Reconhecida como um dos clássicos da criminologia, a primeira edição desta obra foi publicada em Bolonha, 1881, sob o título I Nuovi Orizzonti del Diritto e della Procedura Penale, seguida de uma segunda edição em 1884. Em 1892 foi refeita e publicada em sua terceira edição em Turim sob o título Sociologia Criminale. Esta obra ainda passou por várias revisões em 1900 e em 1929, ano da morte de Ferri, quando foi publicada com anotações de Arturo Santoro. O caminho do pensamento jurídico de Ferri pode ser reconstruído pelas sucessivas revisões que fez nesta obra.
Em Sociologia Criminal, Ferri critica a forma tradicional da época em tratar o criminoso apenas nas esferas do crime e da punição. Adepto da Escola Positiva do Direito Penal, surgida a partir da segunda metade do século XIX, Ferri defende veementemente que o método adequado para se chegar a uma solução satisfatória do problema criminal é investigando as causas que estão produzindo crimes em uma dada população, bem como interpor recursos contra o crime baseando-se nos resultados obtidos por tal pesquisa que levaria em conta dados da antropologia, psicologia, estatística e sociologia.
A introdução do livro discorre sobre "A Escola Positiva do Direito Penal", apresentando esta nova escola cuja tarefa será observar os indivíduos envolvidos em atividades criminosas e a sociedade na qual está inserido, base do estudo da sociologia criminal. O autor critica a atuação limitada da doutrina de crimes e punições da Escola Clássica, afirmando que esta teria completado seu ciclo histórico, mas fazendo a ressalva de que esta teve a sua importância prática ao diminuir os castigos e abolir as crueldades arbitrárias dos tempos medievais.
O primeiro capítulo, sobre os Dados da Antropologia Criminal, é uma investigação sobre as condições individuais que tendem a produzir hábitos criminais na mente e na ação do indivíduo. Apesar de ser discípulo e amigo de Lombroso, o autor aponta falhas originais nos estudos de seu mestre por ter dado importância indevida às características exteriores do indivíduo e não às psicológicas. Neste capítulo, o autor apresenta a relação entre a  sociologia criminal e a antropologia, afirmando que é necessário realizar os estudos biológicos do criminoso, tanto anatômicos quanto fisiológicos, uma vez que temos que estudar o órgão antes de sua função, e o físico antes do moral, rebatendo várias críticas de estudiosos. Ferri dá importância fundamental ao estudo psicológico do criminoso considerando que este aspecto irá possibilitar conhecer as características que levam ao desenvolvimento do crime a ser cometido pelo indivíduo.
O segundo capítulo, sobre os Dados de Estatísticas Criminais, é uma análise das condições sociais adversas que tendem a conduzir certas camadas da população para o crime. Ferri sugere que o nível de criminalidade obedece a uma lei que chamou de “Lei da Saturação Criminal”, que seria determinada pelo ambiente social e condições físicas ambientais do local. O autor afirma que o volume de crime não será materialmente diminuído por códigos de direito penal, no entanto eles podem ser diminuídos habilmente através da melhoria das condições individuais e sociais negativas da comunidade como um todo. O crime, segundo Ferri, é um produto dessas condições adversas, e a única forma eficaz de lidar com ele é acabar, tanto quanto possível, com as causas que o produz. Por outro lado, conclui que embora os códigos penais possam fazer relativamente pouco para a redução do crime, eles são absolutamente essenciais para a proteção da sociedade. 
Finalmente, o último capítulo, sobre as Reformas Práticas, pretende mostrar como a lei e a administração da prisão criminal podem ser mais eficazes para fins de defesa social. Ferri propõe entre outras ações, a indenização das vítimas de crime, a readaptação do indivíduo através da identificação de seu tipo criminoso, a redução da participação do júri popular, a não fixação do período da pena e a reformulação dos manicômios criminais.

### Estudos Sobre a Criminalidade na França

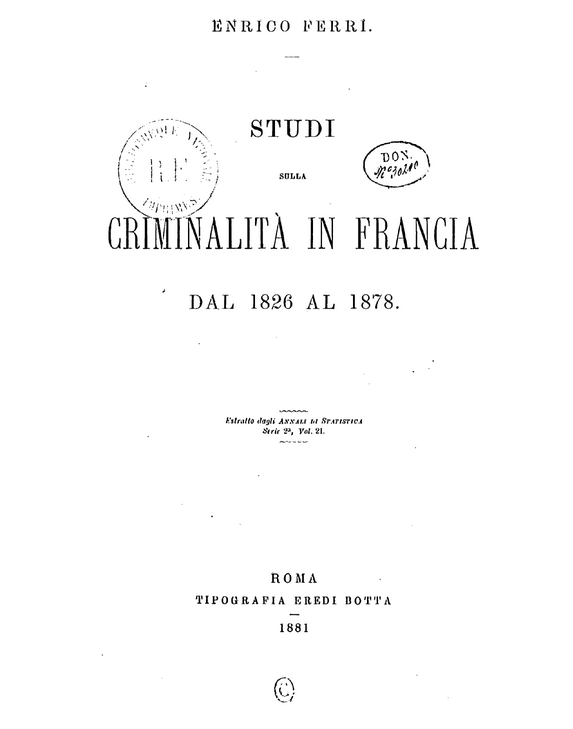

Publicado em 1881 sob o título de Studi sulla Criminalità in Francia dal 1826 al 1878, esta obra foi resultado dos estudos realizados durante seu período na Universidade de Paris-Sorbonne. Em Sociologia Criminal , Ferri faz menção a essa obra, dizendo organizar ao longo dela os três gêneros de toda série de causas que levam ao crime (fatores antropológicos, sociais e físicos), que anteriormente tinham sido indicadas de forma fragmentada e incompleta. Tal análise ainda será abordada de forma completa em Escola Positiva de Criminologia. Se, depois de Quetelet e Guerry, o estudo da estatística criminal não tinha evoluído de forma animadora, com Ferri, as análises são retomadas. Sua obra consiste basicamente na busca de explicações para as oscilações e mudanças nos dados recolhidos na França referentes a diferentes espécies de crimes, organizados em tabelas cronológicas.
A sociedade, reconhece o autor, é formada por vários fatores antropológicos, nem todos, no entanto, são objetos de estudo da antropologia criminal. Enquanto os fatores antropológicos, que representam o elemento pessoal no fenômeno criminal podem ser facilmente isolados e corrigidos em estatísticas, fatores físicos e sociais, originados do ambiente natural e social, nem sempre podem ser discernidos um por um em seu concurso para a criminalidade de um povo.
Até então, todas as pesquisas feitas sobre a criminalidade se preocupavam quase que exclusivamente com os fatores antropológicos da infração e no máximo com alguns fatores físicos, especialmente o clima e as estações do ano. Os fatores sociais, exceto população e a produção agrícola, eram completamente ignorados. Seu estudo se mostra útil, portanto, por ser um estudo sistemático voltado a fatores sociais do crime e da delinquência.
Ele acredita que quando o legislador tem conhecimento suficiente acerca dos fatores sociais do crime, é fácil não apenas corrigir certas ideias exageradas ou falsas sobre a importância de certas medidas contra o crime, como até suprimir as causas da doença, promovendo uma ordem social diferente e implementando uma defesa realmente eficaz contra a atividade criminosa do homem.
Com esse entendimento, e convencido de que o direito penal, como qualquer outra ciência social, deverá começar a partir da observação dos fatos, Ferri realiza o estudo das estatísticas judiciais francesas para ampliá-la e homogeneizá-la, tanto para a estabilidade do direito penal, quanto para a precisão da investigação.
Ele estreita sua pesquisa sobre a frequência de cada crime, ano após ano, por mais de meio século, a fim de perceber a manifestação dos fatores sociais mais marcantes na população e seu reflexo na criminalidade. A partir da estatística, cria uma distinção entre criminalidade real, aparente e legal. A primeira diz respeito a todos os crimes de fato cometidos, incluindo aqueles que não foram descobertos ou de fácil ocultação. A segunda, aos delitos denunciados, mas não levados a julgamento. E a terceira, por sua vez, diz respeito aos delitos de fato levados a julgamento em que, por causa da certeza dos fatos, só se presta a análise científica.
Suas análises partem de dados referentes a 1831 indo até 1878. A quantidade de delitos denunciados e julgados mais do que dobrou nesse intervalo. Ele busca então justificativas para o fenômeno, apontando, por exemplo, as modificações legislativas ocorridas no período (houve reforma no Código Penal, o que acabou por atenuar algumas penas), o aumento da população, a variação no número de oficiais da polícia, crises financeiras, industriais e agrícolas, etc.
Ele acaba por focar em fenômenos sociais por não acreditar que esse aumento possa estar relacionado a fatores antropológicos e físicos por não serem concebíveis tantas mudanças apenas na natureza humana. Por exemplo, a variação da temperatura de fato pode influenciar, mas não de forma constante e crescente como assinalam suas tabelas. O que Ferri aponta é que os números absolutos do crime estão longe de serem estáveis, sendo eles proporcionais a fatores antropológicos e concorrentes como a idade, o sexo, o estado civil, etc.
Fatores históricos (inseridos nos sociais) também se mostram determinantes já que de 1841 a 1878 sobe a criminalidade devido à instabilidade política e consequente aumento de rebeliões e violência, ou até pela maior circulação e consumo de bebidas alcoólicas.
Dessa forma, Ferri desenvolve um estudo complexo e dedicado sobre os dados recolhidos permeando  cada fenômeno ocorrido na sociedade francesa, buscando as mais plausíveis explicações para o aumento da criminalidade registrado, muito em assonância ao espírito científico da escola de pensamento em que se insere.

### A Escola Positiva de Criminologia
Publicada como o título La Scuola Positiva de Criminologia, trata-se de três palestras dadas por Ferri na Universidade de Nápoles, em 1901, a convite de estudantes italianos. Ele a divide em três partes: a primeira faz uma revisão histórica das bases da Escola Positiva, entre elas, a Escola Clássica; a segunda diz respeito a como a Escola Positiva trata o problema da criminalidade; e a terceira evolui no sentido de indicar os remédios desta escola para resolver o problema da criminalidade.
Com presente tom cientificista, Ferri desenvolve ao longo da palestra um paralelo entre criminalidade e doenças: enquanto a febre tifoide e a malária, ao terem suas causas e transmissão estudadas, recuaram diante dos remédios desenvolvidos pela medicina, a loucura, o suicídio e o crime crescem em ritmo acelerado, o que prova que além de estudar os fenômenos, a ciência deve encontrar diagnósticos mais precisos dessas doenças morais que afligem sociedade a fim de encontrar remédios mais efetivos contra elas.
Os próprios expoentes da Escola Clássica perceberam, em 1879, que a justiça criminal teria que se rejuvenescer e atualizar utilizando-se das ciências naturais, substituindo a abstração por uma análise de fatos concretos (Enrico Pessina). Giovanni Bovio, com a obra "Um Estudo Erítico da Criminologia" preparou o terreno para novas ideias apontando todas as falhas e fraquezas da estrutura clássica. Basicamente, o sistema punia sem curar, quando o ideal seria curar sem qualquer forma de punição.
A Escola Positivista de Criminologia surgiu na Itália através da atração dos italianos pelo estudo da criminologia. Seu nascimento também se deve a uma condição particular do país: a crescente criminalidade. Ela se inaugura com Cesare Lombroso em 1872, que começou uma nova forma de estudar a criminalidade – a partir, primeiramente, do criminoso, e não do crime.
Uma das principais características da Escola Positivista é a sua negação do livre-arbítrio. Ao longo de toda a obra, Ferri desconstrói o que se mostra peça fundamental da Escola Clássica e do próprio sistema jurídico da época em que vive (apesar da evolução no ramo científico, ele ressalta, a legislação não se atualizou no mesmo ritmo). Ele acredita que o cometimento de um crime se deve a uma combinação de três fatores que em determinado momento podem agir sobre a personalidade da pessoa: antropológico, telúrico (ambiental) e social.
A escola positiva de criminologia conseguiu a mesma evolução no que dizia respeito ao tratamento dos loucos (não mais responsáveis ou agredidos pela sua loucura) aos prisioneiros. O pensamento clássico dizia que o crime envolvia uma culpa moral por ser resultado do livre arbítrio do homem, que abandonava o caminho da virtude e escolhia o crime. A escola positivista por sua vez, defende que nada depende da vontade do criminoso; ser um delinquente envolve questões pessoais, físicas e morais, bem como viver em ambiente propício. Tudo isso se torna uma cadeia de causas e efeitos, externos e internos, que o torna mais propenso ao crime. Essa é a conclusão a que chega a escola positivista.
A ilusão do livre arbítrio tem suas bases na consciência interior. Se um homem sabe a principal causa de um fenômeno, ele diz que é inevitável. Se não as sabe, chama de acidente. É evidente que a simples ideia de acidente não é científica: todo fenômeno possui uma causa. O mesmo é verdade para os fenômenos humanos, mas como não se sabe as causas internas e externas na maioria dos casos, finge-se que eles não são necessariamente determinados pelas suas causas. Deve-se analisar quais as causas que determinaram a escolha dessa pessoa.
O estudo dos criminosos e as consequências lógicas decorrentes dele podem mudar completamente a justiça humana, não apenas como teoria baseada em livros científicos, mas também como prática aplicada todos os dias àquela porção da humanidade que caiu no crime. Ferri é otimista sobre o trabalho em torno da verdade científica que poderia transformar o sistema penal em simples instrumento de preservação da sociedade contra a doença do crime, despindo-a de quaisquer ideias de vingança, ódio e punição, que sobreviverão como lembranças de uma época primitiva. É contra, justamente, essa ideia de punição: não pode ser considerado justo o ato humano de trancafiar outro homem em uma cela apertada, evitando que ele tenha qualquer tipo de contato com outras pessoas e dizer, ao final da pena, "agora que seus pulmões não estão mais acostumados a respirar ar aberto, agora que suas pernas não estão mais acostumadas a serem usadas, vá, mas tome cuidado e não repita o que você fez, ou sua sentença será duas vezes pior".
Quando um crime é cometido, estudiosos do direito se ocupam de perguntas como "qual o tipo penal cometido e sob quais circunstâncias?", esquecendo-se de um primeiro problema, que afeta a maior parte da população: quais as causas do crime? Essas duas visões retratam duas escolas criminalísticas: aquela, a escola clássica, ocupada com a análise jurídica e as circunstâncias sob a qual o agente se encontrava – menor, louco, bêbado, etc. A escola positiva, por sua vez, tenta resolver o caso desde sua origem, das razões e condições que induziram o homem a cometer tal crime.
Os clássicos não se ocupavam de estudar as causas da criminalidade, eles a têm como um fato consumado e seu remédio contra ela, a punição. Eles analisam do ponto de vista jurídico, sem perguntar como esse fato criminológico pode ter sido produzido e por que ele se repete. A teoria do livre arbítrio exclui a possibilidade dessa questão científica, se um criminoso comete um crime, comete porque quis, o que apenas depende da sua determinação voluntária.
Não há no mundo outro remédio contra o crime que não a repressão. Jeremy Bentham fala que toda vez que a punição é infligida, ela prova sua ineficácia, ela não previne do cometimento de crimes. Se um homem não comete um crime isso é devido a razões diferentes do que simples medo da pena. Quem comete um crime movido por forte sentimento passional não refletiu antes de fazê-lo (não pensando também se seria preso ou nas consequências); quem, por outro lado, planeja o crime cuidadosamente, fá-lo acreditando na impunidade.
Ferri não apenas explica a Escola Positiva Penal em que se insere, como tece críticas importantes ao sistema criminal da época, como por exemplo, a aplicação de uma mesma espécie de pena – a prisão - para crimes totalmente diferentes, cabendo ao juiz apenas decidir a duração do encarceramento. O paralelo que trava entre a criminologia e a medicina é tão forte que, inclusive, compara essa realidade ao caso do médico tratar diferentes doenças com um mesmo tratamento, sem que lhe ocorram as particularidades do paciente.
Concluindo, acredita que a Escola Clássica não conseguiu enxergar longe o suficiente para propor remédios eficazes para a criminalidade. A missão histórica daquela escola consistiu na redução da punição, sendo um protesto contra as penas bárbaras da Idade Média. Os positivistas, por sua vez, possuem a missão de adicionar ao problema a questão da redução dos crimes. Os remédios da escola clássica não tinham como objetivo melhoras na vida humana, mas apenas a missão ilusória de justiça retributiva, juntando delinquência moral com a punição correspondente nos moldes das sentenças legais. O código penal está longe de remediar alguma coisa, ele serve para isolar temporariamente das relações sociais aqueles que são ditos não merecedores dela. Essa punição de fato previne que o criminoso repita seu crime, mas é evidente que a punição não é imposta até depois da pena ter sido cumprida, é um remédio dirigido contra os efeitos, mas não toca nas causas. O legislador, dessa forma, mais do que curar a doença, deveria tratar suas formas de transmissão.
Ele admite que a cura da sociedade não será tarefa simples, o processo será lento e complicado. No entanto, se mostra otimista ao afirmar que o trabalho perseverante e sistemático por parte dos legisladores e cidadãos, se desenvolvidas medidas de preservação da sociedade, complexas e variadas, podem alcançá-la.

### Socialismo e Ciência Moderna

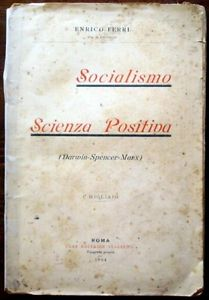

Esta obra foi originalmente publicada com o título Socialismo e Scienza Positiva. A proposta de Ferri foi analisar as relações entre o socialismo contemporâneo e as tendências do pensamento científico moderno. Tendo como base os estudos de Charles Darwin e Herbert Spencer, visou a demonstrar que o socialismo marxista é o cumprimento prático, na vida social, de que a revolução científica moderna triunfou.
Primeiramente, Ferri aponta os três argumentos substanciais contra o socialismo em nome do darwinismo, lançados por Ernest Haeckel: (i) o socialismo tende para uma igualdade de pessoas e bens, enquanto que o darwinismo não só estabelece, como também mostra a necessidade orgânica, da desigualdade natural das capacidades e até mesmo das necessidades dos indivíduos; (ii) no darwinismo, a imensa maioria daqueles que nascem, tanto a vida humana, como a de plantas e animais, está destinada a perecer, pois apenas uma pequena minoria pode triunfar na “luta pela existência”; já o socialismo, afirma que todos deveriam triunfar nessa luta e que ninguém está inexoravelmente destinado a ser conquistado; (iii) no darwinismo, a luta pela existência assegura “a sobrevivência do melhor, a vitória do mais apto” e isso resulta em uma gradação hierárquica aristocrática de indivíduos selecionados, em contínuo progresso, ao contrário da democracia coletivista do socialismo.
Ferri considera que não há fundamento dessas críticas, de forma a concluir que não há contradições entre o darwinismo e o socialismo. Seguindo esse raciocínio, defende-se que quando a propriedade se tornar coletiva (no regime socialista), cada um terá a garantia de meios de existência, e o trabalho diário vai servir para dar folgas às aptidões especiais, mais ou menos originais de cada indivíduo, e os melhores e mais proveitosos anos de vida não serão completamente absorvidos, como são no presente, pela “batalha dolorosa e trágica para o pão de cada dia”.
Dessa forma, segundo o autor, o socialismo vai garantir a todos uma vida humana, ele vai dar a cada indivíduo verdadeira liberdade de se manifestar e desenvolver o seu próprio físico e intelecto (individualidades que se traz o nascimento e que são infinitamente variada e desigual). O socialismo não nega a desigualdade, ele apenas deseja utilizar essa desigualdade como um dos fatores que levam ao livre, prolífico e multifacetado desenvolvimento da vida humana.
Além disso, mostra-se que a desproporção entre o número de nascimentos e o número daqueles “sobreviventes” para o darwinismo tendem a  diminuir constantemente e, ainda, a “luta pela existência” muda em sua essência e cresce mais suave em seus processos de cada fase sucessiva da evolução biológica e social. O socialismo pode, então, insistir que as condições humanas de existência devem ser garantidas a todos – em troca de trabalhos oferecidos à sociedade coletiva – sem contrariar a lei de Darwin sobre a sobrevivência dos vencedores na luta pela existência, uma vez que a lei darwiniana deve ser entendida e aplicada em cada uma de suas manifestações variadas, em harmonia com a lei do progresso humano.
Ferri considera que os adversários do socialismo têm feito um uso errado da lei darwiniana, ou melhor, da sua interpretação “bruta” para justificar a moderna competição individualista, que muitas vezes é também apenas uma forma disfarçada de canibalismo e que tem feito a máxima “homo homini lúpus” (livremente expressado por Ferri como “homem come homem”), que é o lema característico da nossa era, enquanto Hobbes só o fez governando o princípio do “estado de natureza” da humanidade antes da realização do “contrato social”. Entretanto, não é por o princípio ter sido abusado e mal utilizado que se pode concluir que o princípio em si era falso. Seu abuso muitas vezes serve como um incentivo para definir a sua natureza e os seus limites de forma mais precisa, permitindo uma aplicação prática mais correta. Esse é o resultado que Ferri pretende chegar com a demonstração da perfeita harmonia que reina entre o socialismo e o darwinismo.
Tanto na vida dos indivíduos, como na das sociedades, quando os meios de subsistência, ou seja, a base física da existência, está garantida, a lei da solidariedade precede a luta pela existência, e quando ela não é assegurada, o contrário é verdadeiro.
Na sociedade atual, como a maioria das pessoas não tem certeza de conseguir o seu pão de cada dia, a luta pela vida, ou “livre concorrência” (como os individualistas chamam) assumem-se formas mais cruéis e brutais.
No momento em que a posse coletiva de cada indivíduo seja assegurada por condições apropriadas de existência, a lei da solidariedade vai se tornar preponderante. Assim como, quando em uma família assuntos financeiros funcionarem sem problemas e em prosperidade, a harmonia e boa vontade prevalecerão. Da mesma forma, quando a pobreza fizer a sua aparição, a discórdia e a luta aparecerão. A sociedade, como um todo, nos mostra essa imagem em grande escala. Uma melhor organização social assegurará a harmonia universal e a mútua boa vontade. Esta será a conquista do socialismo e a mais completa e mais frutífera interpretação das leis naturais inexoráveis descobertas pelo darwinismo.
Nesse sentido, segundo Ferri, o darwinismo não apenas não está em contradição com o socialismo, mas também constitui uma das suas premissas científicas fundamentais. Como Rudolf Virchow observou, o socialismo não é senão um corolário lógico e vital, em parte do darwinismo, em parte da evolução Spenceriana.
A Teoria da Evolução, da qual Herbert Spencer foi o verdadeiro criador, aplicando na sociologia a tendência ao relativismo que a escola histórica havia seguido em seus estudos em Direito e em Economia Política, mostrou que tudo muda; que a presente fase – dos fatos em astronomia, geologia, biologia e sociologia – é apenas o resultado de milhares e milhares de incessantes transformações inevitáveis, naturais. É verdade que, não obstante o seu conhecimento enciclopédico, Herbert Spencer não fez um estudo realmente profundo sobre a economia política, ou que ele não nos forneceu a evidência dos fatos para apoiar suas afirmações neste campo como ele tem feito nas ciências naturais. Isso não altera o fato, no entanto, de o socialismo ser, em sua concepção fundamental, apenas a aplicação lógica da científica teoria da evolução natural para os fenômenos econômicos.
Ferri afirma nesta obra que foi Karl Marx quem, no famoso Manifesto Comunista de 1847 escrito com Engels, em sua Crítica da Economia Política de  1859, finalmente, em O Capital de 1867, completou no domínio social a revolução científica iniciada por Darwin e Spencer.
Críticos do socialismo afirmam e repetem em todos os tons possíveis que o socialismo constitui uma tirania sob uma nova forma que irá destruir todas as bênçãos de liberdade ganhada com tanta labuta e dificuldade no século XIX. Ao falar das desigualdades antropológicas, Ferri demonstra que o socialismo, ao contrário, assegurará a todos os indivíduos as condições de uma existência humana e a possibilidade de desenvolver, com a máxima liberdade e integridade, as suas respectivas individualidades.
Vale ressaltar que quando o socialismo, assegurado a cada um de seus meios de subsistência, garante que vai permitir a afirmação e o desenvolvimento de todas as individualidades, não cai em uma contradição em princípios, mas é a fase que mais se aproxima da civilização humana. Isso não pode suprimir nem apagar tudo que é essencial, ou seja, é compatível com a nova forma social das fases anteriores. Além disso, o internacionalismo socialista assim como não está em conflito com o patriotismo, uma vez que reconhece tudo que é saudável e verdadeiro, eliminando somente a parte patológica (ufanismo), da mesma forma, o socialismo não desenha sua vida a partir de contradição, mas segue-se, pelo contrário, as leis fundamentais da evolução natural, com o intuito de desenvolver e preservar a parte vital do individualismo, além de suprimir apenas suas manifestações patológicas.
Outra contradição entre socialismo e darwinismo apontada pelos críticos está relacionada à questão sobre como o socialismo, na prática, vai ser inaugurado e realizado. Esse será o foco do restante do livro.
O socialismo científico representa a fase mais avançada do pensamento socialista, que está em perfeita harmonia com o moderno, a ciência experimental, tem abandonado  completamente a ideia fantástica de profetizar como a sociedade humana estará sob uma nova organização coletivista. O que o socialismo científico afirma com certeza matemática é que a atual trajetória da evolução humana está na direção geral apontada e prevista pelo socialismo, ou seja, na direção de uma preponderância de forma contínua e progressivamente crescente dos interesses e da importância das espécies ao longo dos interesses e importância do indivíduo e, portanto, na direção de uma socialização contínua da vida econômica, em consequência disso, da vida jurídica, moral e política.
Quanto aos pequenos detalhes do novo edifício social, não se é possível prevê-los, precisamente porque o novo edifício social vai ser, e é, um natural e espontâneo produto da evolução humana, um produto que já está em processo de formação, não sendo uma construção artificial da imaginação de algum utópico ou idealista.
A situação é a mesma no campo das ciências sociais e das ciências naturais. Em embriologia, a lei célebre de Ernst Haeckel diz que o desenvolvimento do indivíduo embrião reproduz em miniatura as várias formas de desenvolvimento das espécies animais que o precederam na série zoológica. Mas o biólogo, pelo estudo de um embrião humano com poucos dias “ou algumas semanas de crescimento”, não pode dizer se ele vai ser homem ou mulher, e menos ainda se será um forte ou um indivíduo fraco, fleumático ou nervoso, inteligente ou não. Ele só pode dizer as linhas gerais da evolução futura do indivíduo, de forma que os detalhes particulares de sua personalidade serão desenvolvidos de forma natural e espontânea, em conformidade com as condições orgânicas hereditárias e as condições do meio ambiente no qual ele vai viver.
É a verdade da mensagem do socialismo a sua perfeita concordância com as mais certas induções da ciência experimental, que explicam não apenas o seu enorme crescimento e progresso, que não poderia ser apenas puramente um efeito negativo da material e moral prestado pela doença aguda por um período de crise social, mas, acima de tudo, explica que a unidade de inteligência, de disciplina e de consciência de classe solidária, que está presente na celebração mundial do primeiro de maio, é um fenômeno moral de tal grandeza que a história humana não apresenta nenhum exemplo paralelo, se for excetuado o movimento do cristianismo primitivo que teve, no entanto, um campo de ação em um socialismo contemporâneo muito mais restrito.
Para Ferri, assim como ocorreu com o cristianismo na dissolução do mundo romano, o socialismo constitui a única força que restaura a esperança de um futuro melhor para a sociedade desintegrada – esperança não mais gerada por uma fé inspirada nos transportes irracionais do sentimento, mas nascida da confiança nas induções da ciência experimental moderna.